# Acteniopsis robustus
Acteniopsis robustus is een vlinder uit de familie snuitmotten (Pyralidae). De wetenschappelijke naam van deze soort is voor het eerst geldig gepubliceerd in 2010 door Asselbergs.
De soort komt voor in tropisch Afrika.